# Bonsecours (Québec)
Bonsecours è un comune del Canada, situato nella provincia del Québec, nella regione di Estrie.